# Флавон (вещество)
Флавон (2-фенил-4-хроменон, α-фенилхромон) — органическое вещество, родоначальник класса флавоноидов. Представляет собой α,β-ненасыщенный гетероциклический кетон, является производным γ-пирона. Флавоны и изофлавоны обычно находятся в виде своих гликозидов в соке растений, и именно их присутствие обусловливает собой всю гамму желтых оттенков в окраске последних.

## Физические и химические свойства
Флавон представляет собой бесцветные кристаллы, плохо растворяющиеся в воде, но хорошо растворимые во многих органических растворителях. Растворяется в концентрированной серной кислоте с образованием нестойкой соли бензопирилия, при этом процесс растворения сопровождается фиолетовой флуоресценцией.
Флавон реагирует с алкоголятами, образуя о-гидроксиацетофенон и бензойную кислоту: данная реакция используется для определения строения флавона и его многочисленных производных.

## Получение
Флавон был найден в природе в составе налёта на листьях и цветках некоторых видов примул. В препаративных целях флавон и его производные синтезируют конденсацией гидроксифенолов с этиловыми эфирами ароилуксусных кислот ArC(O)CH2COOC2H5 либо из о-гидроксиацетофенона, ангидрида и натриевой соли ароматических карбоновых кислот.

## Применение
Из числа всех соединений ряда флавона наибольшее значение в медицине вследствие своей доступности имеет рутин (3-рамноглюкозид кверцетина). Рутин проявляет активность витамина P и применяется для предотвращения хрупкости капиллярных кровеносных сосудов. Другие флавоны понижают кровяное давление (кверцитрин, рамнетин и 6,8-диоксифлавон), обладают диуретическим действием (кверцитрин 1:100 000) и являются рыбьими ядами. 